# Адхербал (Нумидия)
Вижте пояснителната страница за други личности с името Адхербал.
Адхербал (на латински: Adherbal) e цар на масилите в Нумидия през 118 пр.н.е. – 112 пр.н.е. в днешен Алжир, Северна Африка.

## Произход и управление
Той е най-възрастният син на цар Миципса и внук на Масиниса. Брат е на Хиемпсал I и братовчед на осиновения от баща му Югурта.
След смъртта на баща му през 118 пр.н.е. той идва на трона. По настояване на Рим царството е разделено между него, брат му Хиемпсал I и Югурта. След убийството на Хиемпсал от Югурта Нумидия отново е разделена от римляните, и Адхербал получава източната част на царството.
През 112 пр.н.е. Югурта завладява Цирта и убива Адхербал. Понеже чрез това завладяване са убити и римски граждани последва Югуртската война с Римската република (111 – 105 пр.н.е.).